# HMS Koster (63)
HMS Koster (63) var en minsvepare i svenska flottan av Arholma-klass. Hon utrangerades 1964 och såldes till Karlskronavarvet för skrotning samma år.